# Åkerbinda
Åkerbinda (Fallopia convolvulus) är en ettårig slingrande ört med ett stort utbredningsområde från större delen av Europa till centrala och östra Asien. Den förekommer även naturaliserad i Nordamerika. Arten anses vara ett ogräs i Sverige.
Växten är en ettårig, medsols slingrande ört som kan bli upp till 150 cm lång. Den kantiga stjälken förgrenar sig ofta nertill. Bladen är trekantiga med hjärt- till pillik bas. Stipelslida är rörlik och hinnartad. Blommorna är hängande sitter 2-4 i klasar i bladvecken, de är grönaktiga, senare ofta rödaktiga. Frukten är en mattsvart nöt med kvarsittande hylleblad som nu liknar trubbkantade kölar. Åkerbinda blommar från juli till september.
Åkerbinda är närstående lövbinda (F. dumetorum) som dock har nästan trinda stjälkar, blanka nötter och vingkantade frukter. 
Arten kan, när den inte blommar, Utan blommor kan den också förväxlas med åkervinda (Convolvulus arvensis). Denna slingrar sig dock moturs, saknar stipelslidor och frukten är en äggrund kapsel.

## Synonymer
Bilderdykia convolvulus (L.) Dumortier
Bilderdykia convolvulus var. pumilio Lunell
Fagopyrum carinatum Moench
Fagopyrum convolvulus (L.) H.Gross
Helxine convolvulus (L.) Rafinesque
Polygonum bertolonii Goiran & Lonivi ex Goiran & DelFabbro
Polygonum convolvulaceum Lam.
Polygonum convolvuliforme St.Lag.
Polygonum convolvulus L.
Polygonum convolvulus f. glabrum Kuntze
Polygonum convolvulus f. puberulum Kuntze
Polygonum convolvulus f. pubescens Kuntze
Polygonum convolvulus var. erectum Farwell
Polygonum infestum Salisbury
Polygonum striatum Dulac
Reynoutria convolvulus (L.) Shinners
Tiniaria carinata Montandon
Tiniaria convolvulus (L.) Webb & Moquin-Tandon ex Webb & Berthelot